# Мейсон (містечко, Вісконсин)
Мейсон (англ. Mason) — місто (англ. town) в США, в окрузі Бейфілд штату Вісконсин. Населення — 289 осіб (2020).

## Демографія
Згідно з переписом 2010 року, у місті мешкало 315 осіб у 114 домогосподарствах у складі 89 родин. Було 165 помешкань
Расовий склад населення:
| - 94,3 % — білих - 1,6 % — корінних американців - 1,3 % — азіатів |

До двох чи більше рас належало 2,5 %. Частка іспаномовних становила 1,0 % від усіх жителів.
За віковим діапазоном населення розподілялося таким чином: 25,7 % — особи молодші 18 років, 61,3 % — особи у віці 18—64 років, 13,0 % — особи у віці 65 років та старші. Медіана віку мешканця становила 39,3 року. На 100 осіб жіночої статі у місті припадало 110,0 чоловіків;  на 100 жінок у віці від 18 років та старших — 112,7 чоловіків також старших 18 років.
Середній дохід на одне домашнє господарство  становив 56 958 доларів США (медіана — 51 250), а середній дохід на одну сім'ю — 71 903 долари (медіана — 71 250). Медіана доходів становила 47 813 долари для чоловіків та 28 750 доларів для жінок. За межею бідності перебувало 17,7 % осіб, у тому числі 35,6 % дітей у віці до 18 років та 12,2 % осіб у віці 65 років та старших.
Цивільне працевлаштоване населення становило 106 осіб. Основні галузі зайнятості: освіта, охорона здоров'я та соціальна допомога — 27,4 %, сільське господарство, лісництво, риболовля — 9,4 %, транспорт — 8,5 %, виробництво — 8,5 %.